# Chenal Le Moyne
Chenal Le Moyne är en gren av Saint Lawrencefloden i Kanada.   Den ligger i provinsen Québec, i den sydöstra delen av landet, 170 km öster om huvudstaden Ottawa.